# Château-du-Loir
Château-du-Loir era una comuna francesa situada en el departamento de Sarthe, de la región de Países del Loira, que el uno de octubre de 2016 pasó a ser una comuna delegada de la comuna nueva de Montval-sur-Loir al unirse con las comunas de Montabon y Vouvray-sur-Loir.

## Demografía
| Gráfica de evolución demográfica de Château-du-Loir entre 1800 y 2014 |
|                                                                       |

Los datos demográficos contemplados en este gráfico de la comuna de Château-du-Loir se han cogido de 1800 a 1999 de la página francesa EHESS/Cassini, y los demás datos de la página del INSEE.